# Brooke Halliday
Brooke Maree Halliday (* 30. Oktober 1995 in Wellington, Neuseeland) ist eine neuseeländische Cricketspielerin, die seit 2021 für die neuseeländischen Nationalmannschaft spielt.

## Kindheit und Ausbildung
Mit fünf Jahren begann sie in ihrem lokalen Cricket-Club zu spielen, bei dem auch ihr Vater und Onkel spielten. Sie spielte für die Northern Districts seit der Saison 2012/13. Nach der Schule erwarb sie einen Bachelor of commerce in accounting and commercial law und arbeitete zunächst als Buchhalterin für einen Autohändler. In den folgenden Jahren hatte sie gesundheitliche Probleme, die sie zunächst zurückhielten.

## Aktive Karriere
Ihr Debüt in der Nationalmannschaft gab sie bei der Tour gegen England. In ihrem ersten WODI konnte sie ein Half-Century über 50 Runs erzielen. Im zweiten WODI der Serie konnte sie ein weiteres Fifty über 60 Runs erreichen. Auch spielte sie ihr erstes WTwenty20 bei der Tour. In der Folge konnte sie sich im Team etablieren und erhielt im Mai 2021 einen zentralen Vertrag mit dem neuseeländischen Verband. Im Februar 2022 wurde sie für den Women’s Cricket World Cup 2022 nominiert und absolvierte dort vier Spiele. Ihre beste Leistung waren dabei 29 Runs gegen Pakistan.
Bei den Commonwealth Games 2022 konnte sie unter anderem gegen Sri Lanka 22 Runs erzielen. Bei der Tour gegen Bangladesch im Dezember 2022 zog sie sich eine Handfraktur zu und musste mehrere Wochen aussetzen. Daraufhin wurde sie zwar für den ICC Women’s T20 World Cup 2023 nominiert, kam jedoch nicht zum Einsatz.